# 保良局莊啟程小學
保良局莊啟程小學（英語：Po Leung Kuk Chong Kee Ting Primary School）是一間位於沙田區馬鞍山的津貼小學，創辦於1988年。辦學宗旨秉承保良局的局訓「愛、敬、勤、誠」，以「認真學習、用心思考、快樂共處、愛己愛人」的信念來培育學生。

## 歷史
1988年創校時分為上、下午校分別教學，1999年5月完成加建工程，上午校在2000年轉為全日制小學，前身為保良局莊啟程小學上午校。

## 歷任校長

### 上午校
- 蔡衍錶 先生（1988年-1994年，創校校長）[1]
- 陸潔華 女士（1994年-1996年，由同系蕭漢森小學下午校調任）[2]
- 楊永明 先生（1996年-2000年，由同系田家炳小學下午校調任，實施全日制後留任）[3]

### 下午校
- 黃生明 女士（1988年-2000年，唯一一任校長；由同系蕭漢森小學下午校調任，後隨校分拆）[1][3]

### 全日
- 楊永明 先生（2000年-2007年；後調至同系陳守仁小學）
- 崔桂琼 女士 (2008年 - 2016年)
- 王寶音 女士

## 設施
校舍設有24間標準課室、一個能容納四百人的光影視像禮堂，以及多個多元課室：多元創意戲劇學習教室、資訊科技室、電子圖書館、中央圖書館、視覺藝術室、音樂室及樂器室、英語角、創意科技室、資優教育資源中心、靜觀室、兩間加強輔導室、露天籃球場及雨天操場等；所有課室均裝設空氣調節。

## 著名/傑出校友
- 湯怡：香港女演員 [5][註 1]
- 符家浚：香港男歌手[6]